# Балтув (гміна)
Гміна Балтув (пол. Gmina Bałtów) — сільська гміна у східній Польщі. Належить до Островецького повіту Свентокшиського воєводства.
Станом на 31 грудня 2011 у гміні проживало 3788 осіб.

## Територія
Згідно з даними за 2007 рік площа гміни становила 104.92 км², у тому числі:
- орні землі: 54.00%
- ліси: 41.00%

Таким чином, площа гміни становить 17.02% площі повіту.

## Населення
Станом на 31 грудня 2011:
| Опис     | Загалом | Загалом | Чоловіки | Чоловіки | Жінки | Жінки |
| -------- | ------- | ------- | -------- | -------- | ----- | ----- |
| одиниця  | осіб    | %       | осіб     | %        | осіб  | %     |
| все      | 3788    | 100     | 1872     | 49.42    | 1916  | 50.58 |
| міське   | 0       | 100     | 0        |          | 0     |       |
| сільське | 3788    | 100     | 1872     | 49.42    | 1916  | 50.58 |

## Сусідні гміни
Гміна Балтув межує з такими гмінами: Островець-Свентокшиський, Сенно, Тарлув, Цьмелюв.